# Parnassius cephalus
Parnassius cephalus är en fjärilsart som beskrevs av Grum-grshimailo 1891. Parnassius cephalus ingår i släktet Parnassius och familjen riddarfjärilar. Inga underarter finns listade i Catalogue of Life.

## Bildgalleri

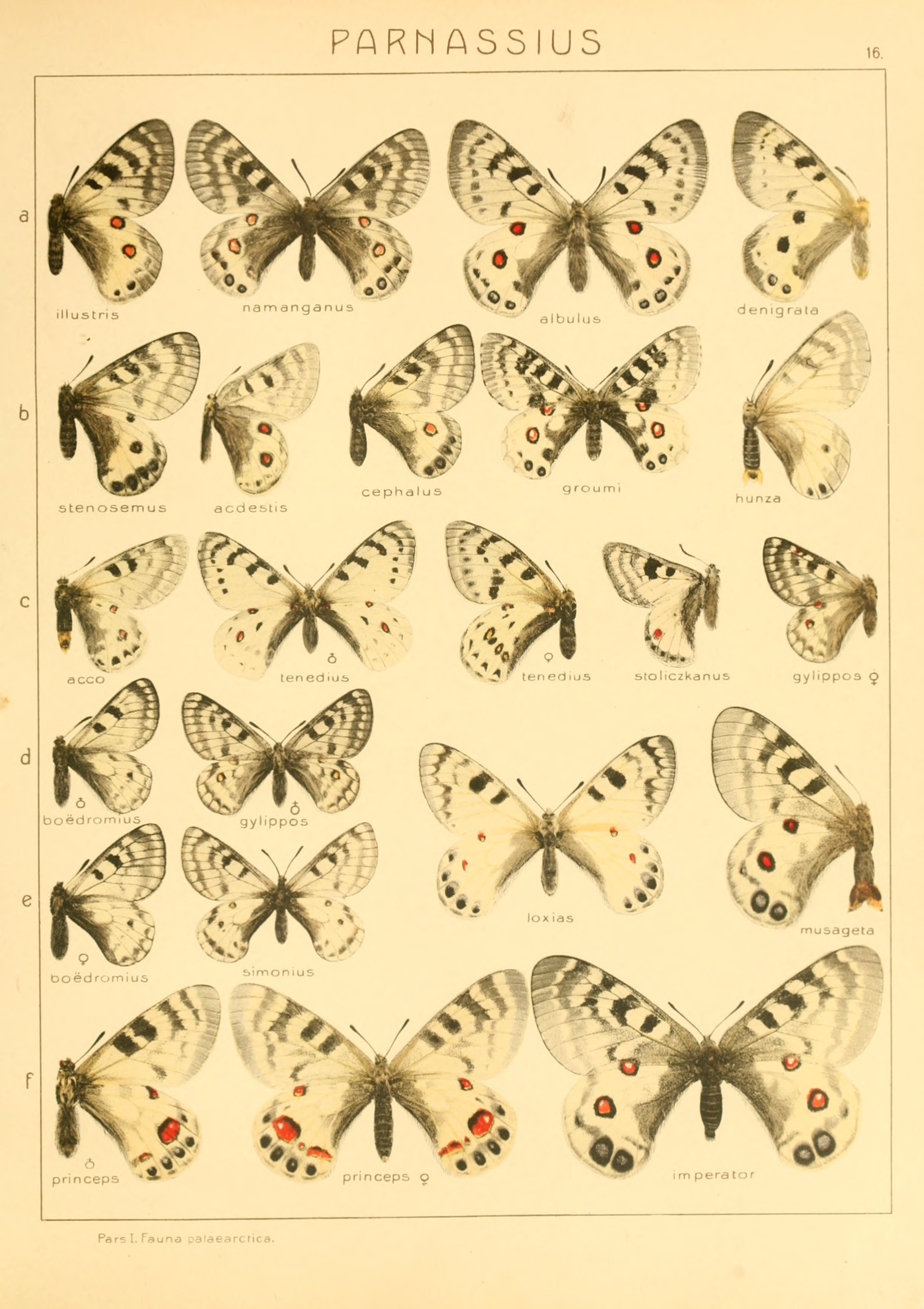
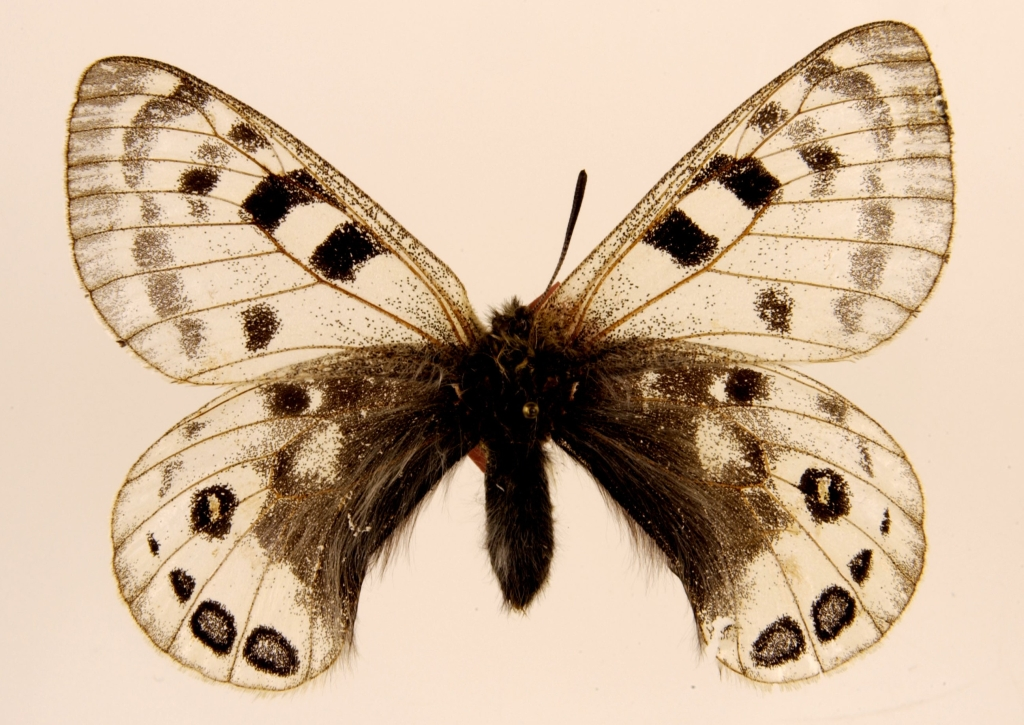